# Raptor (motore a razzo)
Raptor è una famiglia di motori a razzo a metano sviluppata da parte di SpaceX, destinata ad alimentare con alte prestazioni gli stadi superiori e inferiori della nuova classe di lanciatori riutilizzabili (RLV) super-pesanti di SpaceX.
I motori sono alimentati da metano liquido e ossigeno liquido (LOX), una novità concettuale rispetto al più semplice ciclo a generatore di gas che sta alla base del funzionamento delle famiglie di motori Kestrel e Merlin, le precedenti sviluppate da SpaceX, che utilizzano cherosene RP-1 come propellente. La scelta del combustibile è eccezionale anche rispetto alla tradizione della propulsione a razzo, dato che nessun motore orbitale a metano ha mai superato la fase sperimentale.  Si tratta, inoltre, dell'unico motore alimentato a metano attualmente in via di sviluppo, assieme al BE-4 di Blue Origin e ai motori Prometheus e M10 dell'Agenzia spaziale europea.
Progetti precedenti per Raptor avrebbero usato idrogeno liquido (LH2) anziché metano.
Il Raptor ha circa il doppio della spinta del motore Merlin 1D che alimenta il primo stadio del Falcon 9, pur mantenendo dimensioni comparabili.
Il progetto Raptor è mirato a sviluppare "un sistema di propulsione a metano altamente riutilizzabile che alimenterà la prossima generazione di veicoli di lancio SpaceX progettati per l'esplorazione e la colonizzazione di Marte".

## Sviluppo
La colonizzazione di Marte e lo sviluppo di sistemi di trasporto adatti sono dichiaratamente le ragioni stesse della fondazione di SpaceX. La prima menzione pubblica dello sviluppo di Raptor come motore adeguato allo scopo risale al 2009, quando Max Vozoff lo descrisse come sistema a combustione stadiata, alimentato a idrogeno e ossigeno liquidi.
Negli anni successivi è stata più volte confermata da esponenti della compagnia la prosecuzione del programma di sviluppo sino all'annuncio, nell'ottobre del 2012, che il successore della famiglia di motori Merlin sarebbe stato "diverse volte più potente" e non avrebbe usato il cherosene RP-1 come propellente. Contestualmente fu menzionato il veicolo a cui il nuovo sistema di propulsione sarebbe stato destinato, in grado di trasportare dalle 150 alle 200 tonnellate in orbita terrestre bassa.

### La scelta del metano
Fu solamente un mese dopo, nel novembre del 2012, che l'AD Elon Musk annunciò ufficialmente la selezione del metano come propellente per Raptor.
Come più volte ribadito da Musk, la scelta è giustificata in parte dalla possibilità di sintetizzare metano a partire dalle risorse marziane, dalla relativa facilità di stoccaggio rispetto all'idrogeno liquido e dalle proprietà chimiche della sua combustione, che lo rendono adatto a un sistema riutilizzabile.
La presenza di acqua in forma solida sulla superficie di Marte, assieme a una composizione atmosferica che vede l'anidride carbonica come gas più presente, rendono possibile lo sfruttamento della reazione di Sabatier per produrre in situ sia metano (CH4) sia ossigeno (O2). In questo modo sia il comburente sia il carburante utilizzati da Raptor sono dunque producibili sul Pianeta Rosso.
Studi della NASA hanno esaminato e confermato la possibilità di ricorrere a tecniche di sfruttamento delle risorse locali (In site resource utilization, ISRU) per la produzione di ossigeno, acqua e metano.
Nell'ottobre del 2013 SpaceX confermò pubblicamente l'intenzione di sviluppare un'intera famiglia di motori basati su Raptor.

### Sviluppo delle componenti

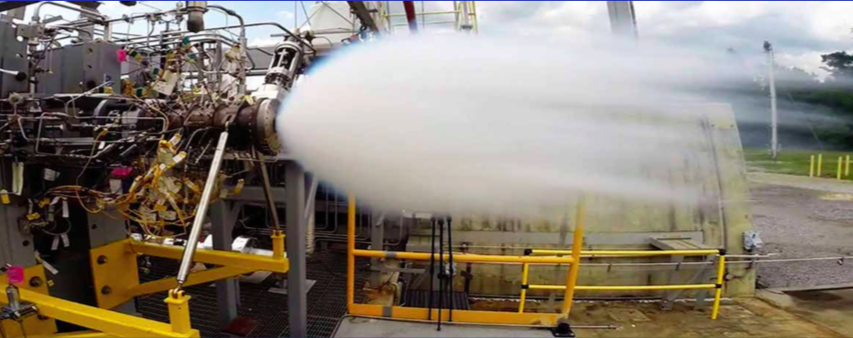
Test del pre-combustore dell'ossigeno sviluppato da SpaceX per il motore Raptor, presso il Test Stand E-2 a Stennis, nel 2015.

Nello stesso mese si ebbe la prima evidenza pubblica dell'intenzione di produrre e testare hardware relativo al motore a metano. SpaceX dichiarò infatti l'intenzione di testare componenti di Raptor presso lo Stennis Space Center in Mississippi , e che avrebbe modificato l'attrezzatura del centro per supportare l'utilizzo del metano sia liquido sia gassoso. Le modifiche furono completate nell'aprile del 2014 e il programma di testing ebbe inizio a breve. La tecnologia a combustione stadiata a ciclo completo utilizzata da Raptor presenta notevoli sfide tecniche associate al testing delle componenti, nonostante ciò la compagnia è stata in grado di portare a termine il ciclo di sviluppo a Stennis nel 2015. I sistemi e le procedure sviluppati come risultato sono numerosi, tra cui procedure di accensione e spegnimento robuste, difficoltose per i motori a ciclo completo, gli iniettori nel 2014 e il pre-combustore per l'ossigeno nel 2015.  Non essendo state ancora definite le specifiche finali del motore, tutto l'hardware di sviluppo citato era mirato alla produzione di un prototipo in scala, dalla spinta massima pari a 1MN.

### Il primo prototipo integrato
Nel gennaio del 2016, l'Aeronautica militare americana ha stipulato con SpaceX un contratto di 33,6 milioni di USD per lo sviluppo di un prototipo completo, anche se in scala, di Raptor. In aggiunta all'investimento delle forze armate, SpaceX si ritrovò contrattualmente obbligata a destinare almeno 67,3 milioni di USD nel progetto di ricerca e sviluppo, con termine previsto nel 2018.

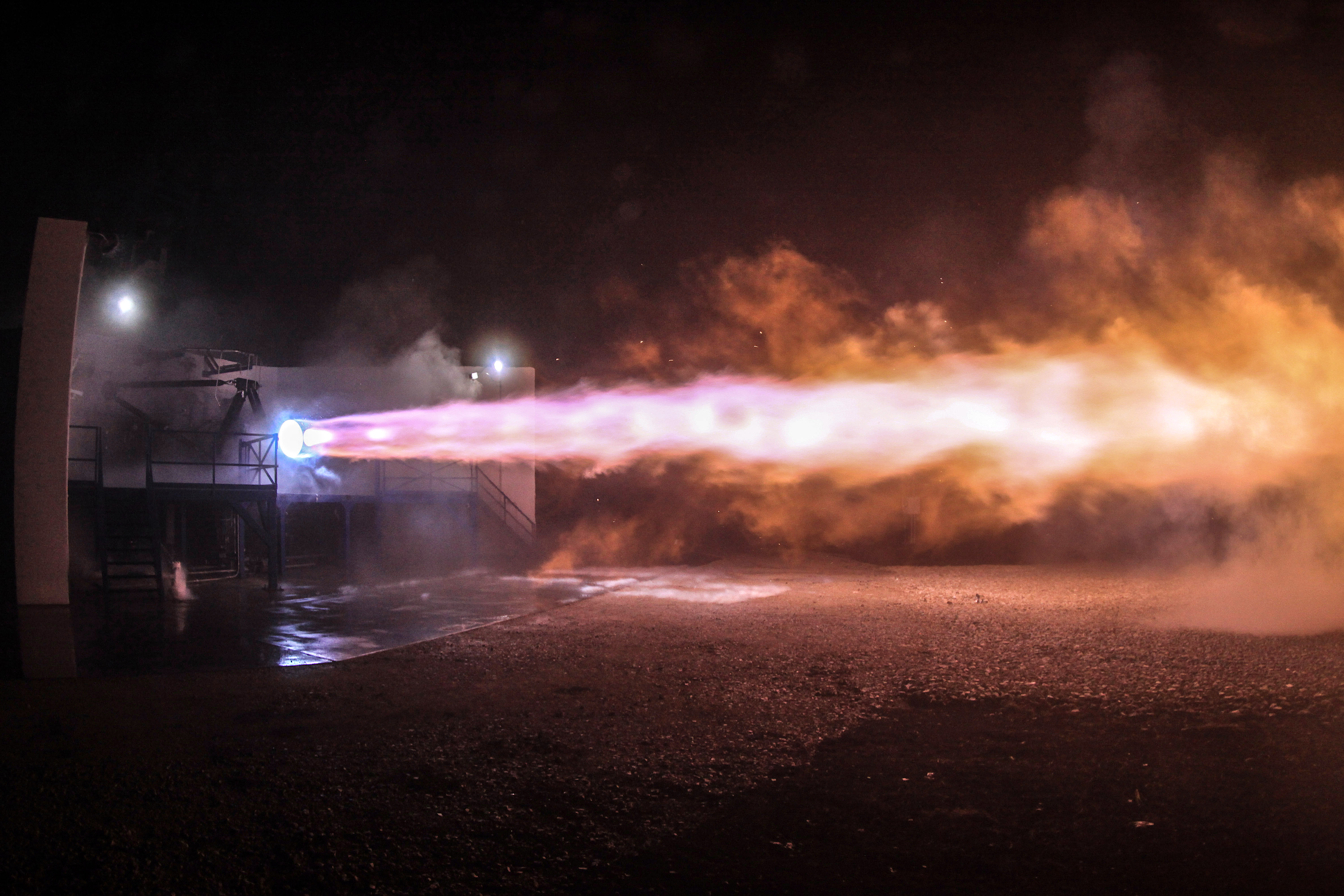
Foto della prima accensione del prototipo di Raptor presso McGregor, Texas, il 26 settembre 2016. Nello scarico sono osservabili i diamanti di Mach
.

Il primo prototipo integrato di Raptor, fabbricato nell'impianto SpaceX di Hawthorne, California, raggiunse il centro di testing di McGregor in Texas nell'agosto del 2016.
Si tratta del sistema in scala già citato, da 1MN di spinta (circa un terzo della potenza prevista per il motore operativo). È il secondo motore a ciclo a precombustione a flusso completo nella storia a raggiungere la fase di testing integrata, il primo a metano.
Il 26 settembre 2016 Elon Musk pubblicò su Twitter le immagini relative alla prima accensione del prototipo a McGregor
. Il giorno seguente l'AD di SpaceX specificò come il prototipo fosse nella configurazione adatta al vuoto, con un rapporto di scarico di 150:1. Pochi giorni dopo, in occasione della conferenza tenuta alla IAC 2016 a Guadalajara, Messico, Musk ha rilasciato per la prima volta informazioni tecniche approfondite sul design finale del motore.
Un articolo pubblicato su nasaspaceflight.com, sito di riferimento nel settore, riporta varie specifiche aggiuntive del prototipo: la pressione operativa nella camera di combustione raggiunge i 20 MPa (200bar); le sue turbopompe sono in grado di produrre 27 MW di potenza, con più potenza “per unità di spinta” di ogni motore a idrocarburi esistente.
Il 29 settembre 2017, in occasione della IAC 2017 ad Adelaide, Australia, Musk ha presentato un aggiornamento sul ciclo di testing del prototipo. Nel corso di un anno gli ingegneri di SpaceX lo hanno sottoposto a 42 accensioni, di durata variabile, accumulando un totale di circa 1.200 secondi di accensione.

### Evoluzione e prove

#### Prototipi in scala finale
Sin dalle prime menzioni pubbliche di Raptor, le specifiche tecniche target pubblicamente rivelate per il motore hanno subito una rapida evoluzione. In particolare le dimensioni e la potenza previste per la versione operativa sono state riviste negli anni, parallelamente alla maturazione del nuovo lanciatore di SpaceX (lo Starship-Super Heavy) cui il sistema di propulsione è destinato. Dal 2009, anno della prima menzione pubblica di Raptor, al 2014, la compagnia ha sempre parlato del motore come limitato esclusivamente alla propulsione del secondo stadio. Solo a inizio 2014 SpaceX ha confermato che Raptor, nella sua versione atmosferica, sarebbe stato usato anche nel primo stadio del nuovo razzo in sviluppo, allora denominato 'MCT', Mars Colonial Transporter. Esso avrebbe impiegato un cluster di 9 motori, in una configurazione simile a quella dei Merlin nel Falcon 9. Nel 2014, Tom Mueller ha rivelato target di spinta a livello del mare per Raptor di 4.400 kN a febbraio, poi rivisti a 6.900 kN nel giugno dello stesso anno.  Se il carico utile sulla superficie di Marte previsto per il lanciatore è rimasto più o meno costante negli anni, nell'intervallo fra le 150 e le 200 tonnellate, la spinta al decollo del razzo e il numero di motori necessari per raggiungerla hanno subito numerose variazioni. A partire dal 2015, quando Elon Musk aggiornò a ribasso le specifiche target di spinta per Raptor a 2.300 kN, lo sviluppo del primo stadio del lanciatore marziano abbracciò infatti una nuova filosofia. Questa risulta basata su un numero maggiore di motori, ciascuno capace di una spinta inferiore rispetto a quella prevista dai design precedenti, con un risultato netto di mantenere o aumentare la spinta complessiva dello stadio. La motivazione risiede nella volontà di massimizzare il rapporto spinta-massa (Thrust-to-weight ratio) del motore, che si è rivelato essere ottimale a dimensioni minori. Questa direzione apparve chiara alla IAC 2016, quando vennero rilasciati i dettagli relativi al lanciatore secondo il design di allora, denominato ITS, Interplanetary Transport System. Il primo stadio di ITS, dal diametro di ben 12 m, avrebbe impiegato ben 42 motori Raptor, ciascuno capace di 3.000 kN di spinta.
Già a partire dall'estate 2017, tuttavia, Musk accennò a un ulteriore riorientamento del programma, volto a ridimensionare la scala del lanciatore in modo da ridurre le difficoltà economiche e tecniche di sviluppo e i rischi associati. Le specifiche target per il lanciatore e per Raptor più aggiornate sono dunque, a oggi, quelle rivelate il 29 settembre 2017 al convegno IAC 2017 ad Adelaide. L'ultima iterazione del design, detta BFR o 'Big Falcon Rocket', prevede due stadi dal diametro minore, di 9 m, provvisti il primo di 31 motori, il secondo di 6 (7 a ottobre 2017). La spinta finale prevista per Raptor è stata ridotta a 1.700 kN a livello del mare e 1.900 kN nel vuoto, contestualmente sono state ridotte anche le dimensioni fisiche del motore. La pressione operativa della camera di combustione è stata inoltre portata a 25 MPa, a fronte dei 30 MPa previsti dal design del 2016.
Con la maturazione dei requisiti operativi di design, SpaceX può dunque procedere alla fabbricazione dei primi prototipi in scala finale. In una conferenza a Stanford, l'11 ottobre 2017, Gwynne Shotwell annunciò che la produzione dei motori full-scale era incominciata. Rispetto al primo prototipo già testato nel 2016, da 1 MN, si trattava di un up-scaling del 70%.

#### Testing in volo
Vista la complessità tecnica e finanziaria del lanciatore BFR, sin dal 2016 SpaceX ha reso nota la volontà di procedere in maniera graduale nel testare il sistema in volo, incominciando con missioni suborbitali nel 2019. BFR è un imponente lanciatore a due stadi, il cui secondo stadio/navetta riutilizzabile presenta le sfide di sviluppo maggiori. L'intenzione, chiarita nell'ottobre 2017, era quella di dare inizio ai test in volo di Raptor integrandolo proprio con il secondo stadio del lanciatore, o BFR spaceship (navetta spaziale). Questo sarà infatti in grado di compiere 'salti' suborbitali con atterraggio verticale, anche in assenza del primo stadio.
Il primo modello di Raptor idoneo al volo (SN1) arrivò presso il complesso di lancio della SpaceX a McGregor in Texas nel gennaio del 2019 per essere integrato sul banco prova volante Starhopper.
Il 3 febbraio 2019, la SpaceX effettuò il primo test di accensione del motore della durata di circa due secondi al 60% della spinta nominale.
Quattro giorni dopo il motore di prova confermò i livelli di spinta richiesti per l'uso nel primo e secondo stadio del lanciatore pesante. Il motore sviluppò 1687 kN di spinta con una pressione in camera di combustione di 257 bar (25,7 MPa). Il 10 febbraio 2019, Musk annunciò che durante una prova al banco, fu raggiunta in camera di combustione una pressione di 268,9 bar (26,89 MPa).
A marzo, il secondo motore (con numero di serie SN2) fu consegnato presso il sito di lancio per l'installazione sul veicolo di test e la conduzione dei primi voli vincolati, con un anticipo di circa un anno sulle previsioni.  L'SN2 fu usato per due brevi voli vincolati destinati a verificare la corretta integrazione dei sistemi dell'hopper all'inizio di aprile. In luglio erano stati inviati anche i motori 3, 4, 5 e 6, ma sui primi tre furono riscontrate anomalie e vennero scartati, per cui all'8 luglio 2019 solo l'esemplare SN6 era disponibile per i test.
Il primo volo libero (della durata di 22 secondi) con il motore Raptor fu condotto il 25 luglio 2019 presso lo SpaceX South Texas Launch Site. Il  secondo (ed ultimo volo per il veicolo test Starhopper) fu eseguito con successo il 26 agosto 2019 con una durata di 57 secondi, raggiungendo un'altezza massima di 150 metri.
Il primo volo libero con la configurazione finale della parte superiore di Starship (SN8) con i motori Raptor fu condotto il 9 dicembre 2020 presso lo SpaceX South Texas Launch Site raggiungendo per la prima volta l'altitudine di 12,5 Km da terra, tuttavia la missione non è andata a buon fine durante la fase dell'atterraggio, in quanto la bassa pressione all'interno del serbatoio di testa durante la riaccensione dei motori comportò un'eccessiva velocità di discesa e l'esplosione del veicolo a contatto con il suolo.
I motori Raptor sono stati utilizzati come propulsori nei successivi quattro voli del prototipi SN9, SN10, SN11 e SN15. Quest'ultimo è stato il primo prototipo di Starship a completare correttamente, il 6 maggio 2021, la complessa manovra di atterraggio. Essa prevede una ardita riaccensione dei Raptor a pochi metri dal suolo, per il posizionamento verticale del secondo stadio del lanciatore, e per il suo approccio al terreno.

### Raptor 2
In un'intervista rilasciata il 30 luglio 2021 Elon Musk ha dichiarato che SpaceX ha già prodotto alcune componenti della seconda versione dei Raptor, denominata "Raptor 2". Il primo test della nuova versione dovrebbe avvenire entro la fine di agosto. Secondo Musk, il motore raggiungerà le 230t di spinta, con una pressione in camera di combustione pari a 298 bar. La nuova versione avrà un impulso specifico leggermente inferiore (pari a 378s) ma una spinta maggiore. Elon Musk ha presentato la nuova versione "Raptor v.2" durante l'aggiornamento del veicolo Starship-Super Heavy del 10 Febbraio 2021, specificando che il motore avrà una spinta di circa 250t con una pressione di 300 bar. Il motore è visibilmente più semplice e meno difficoltoso da produrre infatti a regime la produzione si attesterà a circa 1 motore Raptor v2 al giorno.